# Chaoyangopterus zhangi
Il chaoyangottero (Chaoyangopterus zhangi) è un rettile volante estinto, appartenente agli pterosauri. Visse nel Cretaceo inferiore (circa 120 milioni di anni fa) e i suoi resti sono stati ritrovati in Cina.

## Descrizione
Questo pterosauro è conosciuto per uno scheletro parziale, che ha comunque permesso un'adeguata ricostruzione. Il cranio era lungo circa 27 centimetri e possedeva lunghe mascelle prive di denti. Si presume che l'apertura alare dovesse aggirarsi intorno a un metro e ottanta, ma rispetto a forme come Nyctosaurus le ali di Chaoyangopterus erano più corte in relazione alle dimensioni corporee. Le zampe posteriori, in compenso, erano allungate e possedevano ancora quattro dita.

## Classificazione
Il chaoyangottero è stato in principio considerato un parente di Nyctosaurus, una forma nordamericana dotata di una cresta enorme. Successivamente, un'analisi dettagliata degli pterosauri del Cretaceo inferiore della Cina da parte di Lu e Ji nel 2006 ha messo in luce le similitudini tra questo pterosauro e il gruppo degli Azhdarchoidea, che includono una quantità di pterosauri di grandi dimensioni, dalle teste crestate e dai lunghi colli. Insieme ad altre forme come Lacusovagus, Jidapterus e Shenzhoupterus, il chaoyangottero è considerato parte di una famiglia di azdarcoidi primitivi, i Chaoyangopteridae.